# Campestre Tarímbaro
Campestre Tarímbaro es una localidad del estado mexicano de Michoacán. Es parte del municipio de Tarímbaro.

## Toponimia
El nombre «Tarímbaro» proviene de los términos en purépecha: tarimba, instrumento musical; ro, locativo. Su significado es «Lugar de tarimbas».

## Demografía
| Censo | Población |
| ----- | --------- |
| 2010  | 2774      |
| 2020  | 3536      |